# Změna pro Kolín
Změna pro Kolín (deutsch „Veränderung für Kolín“) ist eine politische Vereinigung beziehungsweise Gruppierung in der Stadt Kolín in der mittelböhmischen Region Středočeský kraj. Sie entstand im November 2009 als ein loser Zusammenschluss parteiloser engagierter Bürger. Sie trat erstmals 2010 bei den Kommunalwahlen in Erscheinung, als sie auf Anhieb acht Mandate eroberte und mit dem damals noch parteilosen Vít Rakušan den Bürgermeister stellte.

## Geschichte
Změna pro Kolín entstand 2009, zu einer Zeit, als die Stadt durch die zwei traditionellen Parteien ODS und sozialdemokratische ČSSD beherrscht wurde, durch die sich die Wähler nicht repräsentiert fühlten. Die ersten Erfolge kamen bereits 2010 bei den Kommunalwahlen, als die Vereinigung die Wahl überzeugend gewann und ihr Hauptkandidat, Vít Rakušan, zum Bürgermeister gewählt wurde: Změna pro Kolín erhielt 23,48 Prozent der Stimmen und 8 Mandate.
Der außergewöhnliche Erfolg bei den Kommunalwahlen wurde in den Medien unter anderem darauf zurückgeführt, dass kurz vor den Wahlen ein Korruptionsskandal der ODS aufgedeckt wurde: der damalige stellvertretende Bürgermeister Roman Pekárek (ODS) verlangte anlässlich des Verkaufs städtischer Grundstücke Bestechungsgeld in der Höhe einer Million Kronen, der Bürgermeister Jiří Buřič (ebenfalls ODS), der davon angeblich wusste, behielt dies für sich. Pekárek wurde später zu fünf Jahren Haft verurteilt.

## Programm
Eine der Begleiterscheinungen der Zeit vor der Kommunalwahl 2010 war – außer einer Korruptionsaffäre – eine enorme Verschuldung der Stadt (etwas über 30.000 Einwohner) mit über 1,1 Milliarden Kronen, die durch Missmanagement und Falschplanung in der bisherigen Verwaltung zustande kam. Die kontinuierliche Abzahlung der Schulden, ohne dass darunter die Bevölkerung und die wichtigsten Projekte der Stadt leiden müssen, war ein der wichtigsten Punkte des Wahlprogramms. Im Vordergrund standen und stehen dabei Bereiche wie Bildung, Umweltschutz (Erweiterung und Pflege der Grünflächen, Sortierung des Abfalls), Verkehr (Umleitungsstraßen für LKWs), Verbesserung der Lage und Lebensbedingungen für Bedürftige sowie Sanierung einiger Stadtbereiche und Rekonstruktion der Stadtkanalisation. Ende des Jahres 2018 gelang es, die Schulden auf 470 Mio. Kronen zu reduzieren (also zu halbieren).

## Kommunalwahlen in Kolín 2010, 2014 und 2018
Změna pro Kolín erhielt bei der Kommunalwahl 2010 23,48 Prozent der Stimmen und 8 Mandate, ODS stürzte auf 11,89 Prozent (2006: 40,31 Prozent) und 3 Mandate ab und die ČSSD erhielt 18,85 Prozent (2006: 16,84 Prozent) und 6 Mandate. Nach der Wahl wurde die Koalition Změna pro Kolín, Kolíňáci (14,45 Prozent der Stimmen; ebenfalls eine Vereinigung parteiloser Kandidaten) und TOP 09 (9,27 Prozent der Stimmen) gebildet, was einen Umbruch der politischen Verhältnisse in der Stadt darstellte.
Die Wahlerfolge der Vereinigung von 2010 waren jedoch keineswegs von kurzer Dauer, Změna pro Kolín konnte sie wiederholen und erheblich verbessern. Die Ergebnisse der letzten drei Kommunalwahlen in Kolín im Einzelnen
| 2010    | 2010    | 2014    | 2014    | 2018    | 2018    |
| ------- | ------- | ------- | ------- | ------- | ------- |
| Prozent | Mandate | Prozent | Mandate | Prozent | Mandate |
| 23,48   | 8       | 63,94   | 20      | 62,81   | 21      |